# Giorgio d'Antiochia (arcivescovo)
Giorgio d'Antiochia (... – 814) fu arcivescovo di Antiochia di Pisidia ed è venerato come santo.

## Biografia
Fu uno dei vescovi presenti al secondo Concilio di Nicea nel 787. Come molti monaci del tempo, fu un oppositore dell'iconoclastia, fu bandito dall'imperatore bizantino Leone V l'Armeno e morì, quindi, in esilio nell'814.